# Nadie hablará de nosotras cuando hayamos muerto
Nadie hablará de nosotras cuando hayamos muerto is een Spaanse film uit 1995, geregisseerd door Agustín Díaz Yanes. In 2008 kwam het vervolg uit met de titel Sólo quiero caminar.

## Verhaal
Gloria Duque, een alcoholistische prostituee, is in Mexico-Stad getuige van een gewelddadig conflict tussen drugdealers en DEA-agenten. Tijdens het gevecht wordt haar leven gespaard. Gloria krijgt een lijst in handen met de namen van bedrijven die zich bezighouden met het witwassen van geld. Met deze gevoelige informatie reist ze terug naar haar woonplaats Madrid.

## Rolverdeling
| Acteur               | Personage          |
| -------------------- | ------------------ |
| Victoria Abril       | Gloria             |
| Pilar Bardem         | Doña Julia         |
| Federico Luppi       | Eduardo            |
| Ángel Alcázar        | Juan               |
| María Asquerino      | Esperanza          |
| Fernando Delgado     | Cura               |
| Daniel Giménez Cacho | Oswaldo            |
| Ana Ofelia Murguía   | Doña Amelia        |
| Guillermo Gil        | Evaristo           |
| Bruno Bichir         | Many               |
| Demián Bichir        | Omar               |
| Marta Aura           | María Luisa        |
| Jorge Bosso          | Empleado Peletería |
| Saturnino García     | Ramiro             |
| Aurelio Río          | Hijo Ramiro        |

## Ontvangst

### Prijzen en nominaties
De film won 28 prijzen en werd 4 keer genomineerd. Een selectie:
| Jaar | Evenement                    | Categorie                          | Genomineerde                                    | Resultaat   |
| ---- | ---------------------------- | ---------------------------------- | ----------------------------------------------- | ----------- |
| 1995 | San Sebastián (43ste editie) | Gouden Schelp voor beste film      | Nadie hablará de nosotras cuando hayamos muerto | Genomineerd |
| 1995 | San Sebastián (43ste editie) | Zilveren Schelp voor beste actrice | Victoria Abril                                  | Gewonnen    |
| 1995 | San Sebastián (43ste editie) | Speciale Juryprijs                 | Nadie hablará de nosotras cuando hayamos muerto | Gewonnen    |
| 1996 | Premios Goya (10de editie)   | Beste film                         | Nadie hablará de nosotras cuando hayamos muerto | Gewonnen    |
| 1996 | Premios Goya (10de editie)   | Beste acteur                       | Federico Luppi                                  | Genomineerd |
| 1996 | Premios Goya (10de editie)   | Beste actrice                      | Victoria Abril                                  | Gewonnen    |
| 1996 | Premios Goya (10de editie)   | Beste vrouwelijke bijrol           | Pilar Bardem                                    | Gewonnen    |
| 1996 | Premios Goya (10de editie)   | Beste origineel scenario           | Agustín Díaz Yanes                              | Gewonnen    |
| 1996 | Premios Goya (10de editie)   | Beste debuterend regisseur         | Agustín Díaz Yanes                              | Gewonnen    |
| 1996 | Premios Goya (10de editie)   | Beste montage                      | José Salcedo                                    | Gewonnen    |
| 1996 | Premios Goya (10de editie)   | Beste productiemanager             | José Luis Escolar                               | Gewonnen    |
| 1996 | Premios Goya (10de editie)   | Beste grime en haarstijl           | Ana Lozano, Carlos Paradela, Jesús Moncusi      | Genomineerd |
| 1996 | Premios Goya (10de editie)   | Beste filmmuziek                   | Bernardo Bonezzi                                | Gewonnen    |